# Cocaína en flor

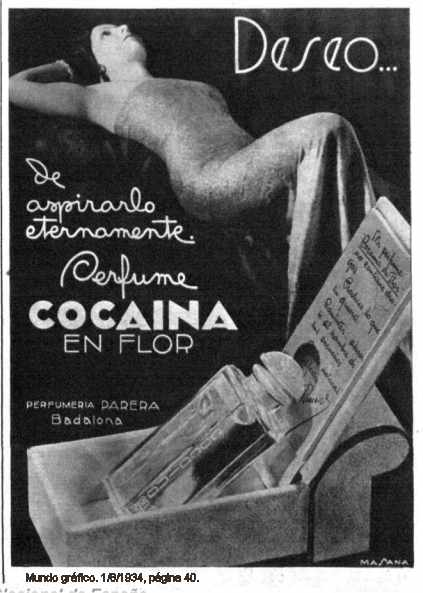
Anunci publicitari de 1934 de la fragància Cocaína en flor a la revista Mundo Gráfico.

Cocaína en flor va ser una fragància femenina creada l'any 1933 per la marca de perfums catalana Parera (Badalona), que va esdevenir un dels seus productes estrella.
Els seus flascons eren d'un disseny exquisit que, segons Enric Satué, pràcticament eren «flascons sacralitzats que semblaven ofrenes votives paganes». Tan bon punt va ser creada va rebre una espectacular campanya de publicitat, va aparèixer a nombrosos anuncis a revistes il·lustrades com Estampa o Mundo Gráfico, i una presència continuada a diaris de tirada estatal com l'ABC. Alguns dels anuncis es dedicaven a aclarir que malgrat el seu nom la fragància no contenia drogues, tot i que el consum de cocaïna no estava mal vist a començaments del segle xx. Va comptar amb la mà de Pere Català i Pic per a cartells publicitaris i amb la veu de Carmencita Aubert a la ràdio, amb una cançó de Jaume Mestres. La publicitat descrivia les virtuts del perfum amb profusió i el presentaven com un «perfum misteriós» amb aires cosmopolites especialment dedicat per a la vida moderna amb la promesa al client d'un «exquisit aroma desconegut encara per allò modern, suau i maliciós, que proporcionava un gaudi nou i estrany, que subjuga, que atrau, que encisa».